# Józef Machej
Józef Machej (ur. 30 października 1885 w Kończycach Małych, zm. 20 grudnia 1974 w Cieszynie) – polski polityk, działacz robotniczy, poseł na Sejm Śląski I, II i III kadencji w II RP.

## Życiorys
Był synem Jana i Joanny z domu Kwiczała. Po ukończeniu czteroklasowej szkoły powszechnej zaczął pracować w kopalni "Henryk" w Karwinie. W wyniku ciężkiego wypadku w 1902 został inwalidą.
Działał w Polskiej Partii Socjalno-Demokratycznej. Od 1909 należał do zarządu Stowarzyszenia Kulturalno-Oświatowego "Siła". W styczniu 1919 wszedł w skład Rady Narodowej Księstwa Cieszyńskiego. W 1920 założył i został pierwszym prezesem spółdzielni "Konsum Rolniczy" w Cieszynie.
W latach 1922–1935 z ramienia Polskiej Partii Socjalistycznej był posłem do Sejmu Śląskiego. Od 1935 był właścicielem niewielkiego gospodarstwa w Pastwiskach koło Cieszyna. W 1950 przeszedł na emeryturę.
Żonaty z Anną z domu Brudny, miał syna Edwarda.